# Liste der Stolpersteine in Roetgen
Die Liste der Stolpersteine in Roetgen enthält alle Stolpersteine, die im Rahmen des gleichnamigen Projekts von Gunter Demnig in der Gemeinde Roetgen verlegt wurden. Mit ihnen soll an Opfer des Nationalsozialismus erinnert werden, die in der Gemeinde lebten und wirkten.

## Übersicht
| Adresse                                                           | Name und Details | Verlegedatum     | Bild |
| ----------------------------------------------------------------- | --- | ---------------- | ---- |
| Hauptstraße 29 , Roetgen (Standort)                               | Anazobi Gudowskai, geboren im Jahr 1939 in Krasnoarmeiski/Region Altai/Sowjetunion, war als Kind einer Zwangsarbeiterin elternlos aus der Sowjetunion verschleppt worden. Er starb in Roetgen am 7. April 1944 im „Alten- und Jugendheim“ des im 1929 gegründeten und 2004 aufgelösten Elisabethklosters der Cellitinnen an einer „Lungenentzündung“. Die Eltern des Kindes wohnten zum Todeszeitpunkt noch in der Sowjetunion, so dass offen bleibt wie der Junge nach Roetgen kam.       | 6. Dezember 2024 |      |
| Hauptstraße 29 , Roetgen (Standort)                               | Lora Mischenko, geboren am 1. November 1943, war die Tochter einer Zwangsarbeiterin. Sie starb am 25. September 1944 wegen „Austrocknung“ in Gemünden/Wohra. Sie wurde im Elisabethkloster entbunden, weswegen dies hier auch ihre die letzte amtliche Meldeadresse ist. | 27. Januar 2024  |      |
| Hauptstraße 55, Roetgen vor Eingang Gemeinderathaus (Standort)    | Zwangsarbeiter – Nachhaltig in Erinnerung gerufen werden sollte mit dieser Stolperschwelle vor der Rathaustür das Schicksal von rund 100 Menschen, die zwischen 1939 und 1944 in die Gemeinde verschleppt worden waren, wo sie zur Arbeit gezwungen sowie geächtet, entrechtet und misshandelt wurden. Viele verloren dabei ihr Leben. | 27. Januar 2024  |      |
| Marktplatz, Roetgen vor Drachenbrunnen (Standort)                 | Bronislaw Budas, geboren am 4. April 1943, war das Kind einer Zwangsarbeiterin. Er starb am 7. Juni 1944 an „Lebensschwäche“. | 6. Dezember 2024 |      |
| Marktplatz, Roetgen vor Drachenbrunnen (Standort)                 | Milania Kondrat, geboren am 21. Mai 1874 in Tarnopol/Ukraine, war bei der Reichsbahn auf dem Bahnhof Roetgen/Raeren zur Zwangsarbeit eingeteilt worden. Sie starb am 30. Mai 1944 an „Altersschwäche“. | 6. Dezember 2024 |      |
| Marktplatz, Roetgen vor Drachenbrunnen (Standort)                 | Sophia Owerzarz, geboren am 10. September 1876 in Tarnopol/Ukraine, war bei der Reichsbahn auf dem Bahnhof Roetgen/Raeren zur Zwangsarbeit eingeteilt worden. Sie starb ebenfalls am 30. Mai 1944 an „Herzschlag“. | 6. Dezember 2024 |      |
| Roetgener Straße, Roetgen gegenüber Zufahrt Filterwerk (Standort) | Paul Butko, geboren am 12. September 1915, stammte aus der ehemaligen Sowjetunion und war völkerrechtswidrig als Zwangsarbeiter in einer Flak-Einheit der Wehrmacht im Bereich der Dreilägerbachtalsperre eingesetzt. Zusammen mit anderen Kriegsgefangenen musste er diese vor Luftangriffen verteidigen und Munition verteilen. Laut nachträglicher Sterbeurkunde und dem Kirchenbuch der katholischen Gemeinde starb er am 1. Juli 1944 mit der Begründung „auf der Flucht erschossen“. | 27. Januar 2024  |      |